# Ennio Presutti
Ennio Presutti (Roma, 12 luglio 1931 – Milano, 31 agosto 2008) è stato un dirigente d'azienda italiano, che ha ricoperto gli incarichi di presidente e amministratore delegato di IBM Italia. Il 2 giugno 1987 è stato insignito dal presidente della Repubblica Francesco Cossiga dell'onorificenza di Cavaliere del lavoro.
È stato definito un «imprenditore etico» per l'integrità morale che ha sempre dimostrato nel lavoro, e che ha insegnato agli altri nelle imprese che diresse.

## Biografia
Laureato in Ingegneria elettrotecnica alla Sapienza - Università di Roma, nel 1957, a 26 anni, venne assunto dall'IBM. Lì fece carriera, fino alla carica di presidente e amministratore delegato – ottenuta nel 1984. Sotto la sua direzione, e grazie alla sua fermezza nell'affermare la necessità di un'«etica degli affari», l'azienda si mantenne moralmente integerrima – pur nel contesto di una diffusa corruzione.
Nel 1984-85, su iniziativa di Presutti, fu creato l'Aspen Institute Italia. «Presutti vi vedeva una scuola delle classi dirigenti imprenditoriali del Paese, basate sui valori che lui stesso applicava in azienda: leadership, innovazione in un'Italia che neppure capiva quanto fosse immobile, coinvolgimento dei dipendenti anziché paralisi gerarchica e diritti di veto diffusi.»
Tra il 1991 e il 2001 ha ricoperto le cariche di presidente di Assolombarda, e poi di Confindustria Federlombardia.
Dopo il pensionamento da IBM, fu chiamato da Letizia Moratti, all'epoca della sua presidenza della RAI, a entrare nel consiglio di amministrazione – dove si impegnò a fondo per il miglioramento dell'efficienza aziendale.

## Testimonianze
Ecco quello che il presidente del Consiglio comunale di Milano Palmeri ha detto di lui il giorno seguente alla sua morte:
(Manfredi Palmeri, 1º settembre 2008)